# Linn Strømsborg
Linn Strømsborg (* 1. Mai 1986 in Oslo) ist eine norwegische Schriftstellerin.

## Leben
Strømsborg wuchs im Stadtviertel Furuset der norwegischen Hauptstadt Oslo auf. Sie studierte Literaturvermittlung (literturformidling) im Masterstudiengang Nordische Studien an der Universität Oslo und arbeitete ab 2004 in Buchhandlungen und Verlagen, darunter als Marketingkoordinatorin beim Flamme-Verlag. Seit 2006 betreibt sie den Blog Strekhjerte (dt. etwa Gerades Herz). Strømsborg lebt in Oslo.

## Wirken
Ihr Debütroman Roskilde wurde im August 2009 im Flamme-Verlag veröffentlicht, der auch die weiteren Romane Strømsborgs in Norwegen herausbrachte. Roskilde folgt vier Freunden auf das Musikfestival Roskilde; die im selben Jahr veröffentlichte Erzählung Øya sieht die vier Freunde zurück in ihrem gewohnten Umfeld im Middelalderparken in Oslo. Beide Publikationen erschienen 2010 auch auf Schwedisch. Mit der Erzählung Ok, en til kehrte Strømsborg 2022 erneut auf das Festival Roskilde zurück, wobei die inzwischen drei Hauptprotagonisten älter geworden sind.
Strømsborg veröffentlichte 2013 ihren zweiten Roman Furuset über die junge Eva, die nach Ende ihres Masterstudiums zunächst wieder bei ihren Eltern im Osloer Stadtviertel Furuset einzieht. Der Roman über die Rückkehr zum Ort der Kindheit und den finalen Schritt des Erwachsenwerdens und der Selbstfindung wurde vom Stavanger Aftenblad als „überraschende[r], investigative[r], gut geschriebene[r] und charmante[r] Bericht über das Dasein“ bezeichnet, der „bestätigt, dass Strømsborg eine unverwechselbare Stimme ist.“ Mit Du dør ikke (dt. etwa Du stirbst nicht), in der Eva nach einer Panikattacke Angststörungen entwickelt und nur langsam wieder ins Leben zurückfindet, erschien 2016 eine Fortsetzung von Furuset.
Im Roman Aldri, aldri, aldri griff Strømsborg 2019 das Thema freiwillige Kinderlosigkeit auf und folgte der namenlosen, 35-jährigen Ich-Erzählerin im Alltag, zu Familienfeiern und zur besten Freundin Anniken, die trotz fehlendem Kinderwunsch schließlich schwanger wird. Der Roman erschien 2021 unter dem Titel Nie, nie, nie bei Dumont auch auf Deutsch; die Übersetzung stammte von Stefan Pluschkat. Die Welt lobte Nie, nie, nie als „einen beeindruckenden Roman“. Deutschlandfunk Nova nannte es „das perfekte Buch für den Moment wenn du dich fragst, ob du Mutter sein möchtest“. Für SWR Kultur war Nie, nie, nie ein „aktueller Roman über die Frage der Mutterschaft, gesellschaftliche Normen und individuelle Entscheidungen“. Im Roman Faen, faen, faen aus dem Jahr 2023 stellte Strømsborg die 43-jährige Mutter und Ehefrau Britt in den Mittelpunkt, die nach Jahren des verantwortungsvollen, „richtigen“ Lebens ausbricht und für eine Nacht ihre Familie verlässt. Der Roman wurde in mehrere Sprachen übersetzt und erschien 2024 in der Übersetzung von Karoline Hippe unter dem Titel Verdammt wütend bei Dumont auch auf Deutsch.

## Auszeichnungen
Strømsborg war 2019 Teil des Programms NORLA (Norwegian Literature Abroad) für neue literarische Talente („New Voices“) auf der Frankfurter Buchmesse.

## Werke
- Roskilde (Roman, 2009)
- Øya (Erzählung, 2009)
- Furuset (Roman, 2013)
- Du dør ikke (Roman, 2016)
- Aldri, aldri, aldri (Roman, 2019, dt. Nie, nie, nie)
- Ok, en til (Erzählung, 2022)
- Faen, faen, faen (Roman, 2023, dt. Verdammt wütend)